# Edu Manga
Eduardo Antônio dos Santos, detto Edu Manga (Osasco, 2 febbraio 1967), è un ex calciatore brasiliano, di ruolo centrocampista.

## Caratteristiche tecniche
Giocava come centrocampista.

## Carriera

### Club
Debuttò nel 1987 con il Palmeiras, giocando tre campionati brasiliani, trasferendosi poi in Messico, nel Club América di Città del Messico, giocandovi 57 partite segnandovi 20 gol. Nel 1995 passò all'Emelec in Ecuador, lasciando però presto la compagine di Guayaquil per cambiare continente andando a giocare in Giappone, allo Shimizu S-Pulse. Dopo un breve ritorno in Brasile, al Paraná Clube, si trasferì in Europa, al Real Valladolid che disputava la Liga. Passato all'Universidad Católica in Cile, vi rimane fino al 1999, anno nel quale passò al Club Deportivo Logroñes, retrocesso da poco in Segunda División spagnola. Tornò poi in Brasile per chiudere la carriera.

### Nazionale
Con la Nazionale di calcio del Brasile e venne convocato alla Copa América 1987. In tutto ha collezionato 9 presenze con la maglia del Brasile.

## Palmarès

### Club

#### Competizioni nazionali
- Campionato brasiliano: 1

Vasco da Gama: 1989
- Campionato Carioca: 2

Vasco da Gama: 1987, 1988
- Campionato Paranaense: 5

Paraná: 1993, 1994, 1995, 1996, 1997

#### Competizioni internazionali
- CONCACAF Champions' Cup: 1

América: 1990